# Alexander Lucas (Politiker)
Alexander Lucas (* 23. Februar 1857 in Elberfeld (heute Stadtteil von Wuppertal); † 1920) war ein deutscher Jurist, Industrieller und Parlamentarier.

## Leben
Lucas studierte Rechtswissenschaften und Philosophie an den Universitäten Bonn, Leipzig und Berlin. 1876 wurde er Mitglied des Corps Palatia Bonn. Nach dem Studium und Referendariat war er von 1885 bis 1886 Rechtsanwalt am Kaiserlichen Konsulargericht Sansibar. Zugleich fungierte er dort als Generalvertreter der Deutsch-Ostafrikanischen Gesellschaft. 1886 kehrte er nach Deutschland zurück. Von 1886 bis 1903 amtierte er dort als Direktor der Deutsch-Ostafrikanischen Gesellschaft. Er war Plantagenbesitzer und unterhielt Beteiligungen an Industrie- und Bergbauunternehmen.
Seit einer Nachwahl am 3. April 1909 saß Lucas bis 1918 als Abgeordneter des Wahlkreises Düsseldorf 3 (Mettmann) im Preußischen Abgeordnetenhaus. Er gehörte der Fraktion der Nationalliberalen Partei an.
Lucas war Vorsitzender des Zoologischen Gartens Berlin und der Deutschen Brahmsgesellschaft sowie Schatzmeister des Alldeutschen Verbands. In der Preußischen Armee erreichte er den Dienstgrad Rittmeister der Landwehrkavallerie.

## Ehrungen
- Charakter als  Kommerzienrat
- Charakter als Geh. Kommerzienrat